# Un dramma borghese
Un dramma borghese è un film del 1979 diretto da Florestano Vancini, tratto dall'omonimo romanzo postumo  di Guido Morselli.

## Trama
Guido, vedovo, corrispondente di un quotidiano italiano in Germania, decide di togliere dal collegio la figlia Mimmina, che ha 16 anni. 
Padre e figlia si incontrano a Lugano dopo anni in cui non sono mai vissuti insieme. Il viaggio viene subito interrotto da un attacco di reumatismi che blocca entrambi in un albergo. La convivenza forzata in uno spazio ristretto mette alla prova il loro rapporto. 
L'affetto della figlia assume tratti invadenti, quasi morbosi; Guido dal canto suo è completamente impreparato nel suo ruolo di padre ed è condizionato dal ricordo di Carla, madre di Mimmina, morta in un incidente stradale che la ragazza attribuisce ad una sua volontà suicida. 
Therese, amica di Mimmina ma più forte e matura di lei, viene a far visita ai due in albergo e Guido, ossessionato dalle attenzioni sempre più stringenti della figlia, per sfuggire all'incesto intreccia una relazione con lei. Mimmina scopre la tresca e, dopo essere sprofondata in uno stato depressivo, si spara con la pistola del padre ferendosi gravemente (non è chiaro però se in modo volontario o accidentale).

## Produzione
Il film è girato in parte al «Grand Hotel Victoria», a Menaggio, sul lago di Como.

## Distribuzione
Il film è stato distribuito in Italia dalla Variety Film a partire dal 31 agosto 1979.

## Riconoscimenti
- 1980 - Efebo d'oro